# Лавров, Георгий Дмитриевич
Георгий Дмитриевич Лавров (англ. Georges Lavroff, 18 апреля 1895, Российская империя, Назимово, Енисейский район, Красноярский край — 6 сентября 1991, СССР, Москва) — российский и советский скульптор, портретист, монументалист, анималист, представитель стиля ар-деко. Заслуженный художник РСФСР (1984).

## Биография
Родился в Енисейской губернии, в селе Назимово. Был десятым по счёту ребенком в семье. Отец являлся иконописцем и другом художника В. И. Сурикова. В 1915 году Георгий Лавров окончил Красноярскую  духовную семинарию, параллельно обучаясь живописи в вечерней студии и в Обществе томских художников. С началом революции дважды арестовывался, как красный партизан. С 1922 года работал с поэтом Владимиром Маяковским в «Окнах сатиры РОСТА» над серией агитационных плакатов. В 1927 году командирован во Францию в Париж. В 1932 году состоялась персональная выставка его произведений в Париже. Значительное влияние на стиль Лаврова оказал его учитель известный французский скульптор-анималист Франсуа Помпон. 
В 1935 году вернулся в СССР.  В 1937 году создал нашумевшую трехметровую скульптурную композицию «Спасибо товарищу Сталину за наше счастливое детство!». В сентябре 1938 года арестован и осуждён (в 1939 году) за «участие в антисоветской террористической организации и покушении на Иосифа Виссарионовича Сталина» на пять лет заключения в исправительно-трудовых лагерях. Был сослан на Колыму в Магадан. Освобожден 29 октября 1943 года. Реабилитирован в 1954 году. В том же году получил разрешение вернуться в Москву. В 1982 году состоялась его персональная выставка в Москве. В 1984 году получает звание Заслуженного художника РСФСР.  
Работы Георгия Лаврова находятся в российских и зарубежных собраниях, таких как Государственная Третьяковская галерея, Музей И. В. Сталина в Иркутске и других музеях.
Георгий Лавров является автором мемуаров «Париж… Магадан», опубликованных в сборниках «Освенцим без печей» в 1996 году, и «Доднесь тяготеет. Т. 2. Колыма» (2004 год).

## Галерея
- Г. Д. Лавров. Памятник Н. М. Мартьянову на территории Минусинского краеведческого музея в Минусинске
- Г. Д. Лавров. Памятник Щетинкину Петру Ефимовичу
- Г. Д. Лавров. Памятник на братской могиле солдат 3-го и 31-го стрелковых полков, расстрелянных в июле 1919 года за участие в вооруженном восстании против колчаковского режима
- Здание музыкально-драматического театра им. М. Горького в Магадане со скульптурами  Г. Д. Лаврова
- Г. Д. Лавров. Памятник погибшим шахтерам в Черногорске